# Akademischer Ruderclub Würzburg
Der Akademischer Ruderclub Würzburg (kurz: ARC Würzburg oder ARCW) ist neben dem Würzburger RV Bayern (WRVB) einer der zwei Würzburger Rudervereine. Das Clubgelände liegt in der Nähe der Ludwigsbrücke gegenüber dem Mainkai.

## Geschichte
Der ARCW wurde 1905 aus Kreisen der Julius-Maximilians-Universität Würzburg als Gegenstück zum bürgerlichen WRVB gegründet. Er ist für seine Jugendarbeit bekannt, für die er 1994 und 2012 mit dem Grünen Band der Commerzbank und des DOSB ausgezeichnet wurde. Die gute Jugendarbeit zeigt sich auch in zahlreichen Erfolgen auf den Deutschen Jugendmeisterschaften und anderen Regatten in ganz Deutschland. Der Verein errang in den letzten Jahren auch immer wieder den Bayerischen Löwen, für den Verein mit den meisten Siegen bei den Bayerischen Ruder-Meisterschaften, zuletzt 2019. Im Bereich Schulrudern arbeitet der ARCW mit den Würzburger Schulen Röntgen-Gymnasium und Riemenschneider-Gymnasium zusammen. In den letzten Jahren konnte das Riemenschneider-Gymnasium immer wieder Erfolge auf dem Landesentscheid von Jugend trainiert für Olympia in München erringen. Die Vereinsfarben sind grün und weiß. Zusammen mit dem WRVB und dem Würzburger Regattaverein richtet der ARCW die jährliche Bocksbeutel-Regatta aus. In der Ruder-Bundesliga wurde der ARCW in Renngemeinschaft mit dem Münchner RC durch den Bayernachter vertreten. Von 2011 bis 2013 baute der ARCW ein neues Bootshaus. 2018 wurde der ARCW von dem bayerischen Innen- und Sportminister Joachim Herrmann mit der Sportplakette des Bundespräsidenten ausgezeichnet.

## Bekannte Mitglieder
- Just Jahn, Vorlauf Olympische Spiele 1960 im Doppelzweier
- Ingrid Hätscher, 4. Platz Ruder-Weltmeisterschaften 1990 im Leichtgewichts-Einer, 5. Platz Ruder-Weltmeisterschaften 1991 im Leichtgewichts-Einer, Deutsche Meisterin 1990 im Leichtgewichts-Einer
- Wolfram Huhn (* 1973), olympische Silbermedaille im Achter 1996, 3. Platz bei den Ruder-Weltmeisterschaften 2000 im Vierer mit Steuermann
- Martin Heilig (* 1975), 2. Bürgermeister und designierter Oberbürgermeister von Würzburg, von 1995 bis 2000 Vorstandsmitglied, Deutscher-Junioren-Vizemeister im Achter sowie mehrfacher Bayerischer Meister.
- Stefan Forster (* 1971), Weltmeister im Achter bei den Ruder-Weltmeisterschaften 1995, 9. Platz bei den Olympischen Spielen 1996 im Vierer ohne Steuermann, Silbermedaille im Achter bei den Ruder-Weltmeisterschaften 1998
- Harald Wimmer, Sommer-Paralympics 2008 im TAMix2x
- Nora Wehrhahn (* 1982), 11. Platz Ruder-Weltmeisterschaften 2004 im Vierer ohne Steuerfrau, 6. Platz Ruder-Weltmeisterschaften 2005 im Achter, 6. Platz Ruder-Weltmeisterschaften 2006 im Vierer ohne Steuerfrau
- Laura Tibitanzl (* 1984), Weltmeisterin 2009 im Leichtgewichts-Doppelvierer, Olympische Spiele 2008 Ersatzfrau
- Konstantin Steinhübel (* 1990), 5. Platz bei den Ruder-Weltmeisterschaften 2013 im Leichtgewichts-Doppelzweier, 2. Platz bei den Ruder-Europameisterschaften 2014 im Leichtgewichts-Doppelzweier, Vizeweltmeister bei den Ruder-Weltmeisterschaften 2014 im Leichtgewichts-Doppelvierer, Deutscher Kleinbootmeister 2015 im Leichtgewichts-Einer, 4. Platz im Leichtgewichts-Einer bei den Ruder-Weltmeisterschaften 2015, 5. Platz im Leichtgewichts-Einer bei den Ruder-Weltmeisterschaften 2016
- Joachim Agne (* 1994), 7. Platz bei den Ruder-Weltmeisterschaften 2017 im Leichtgewichts-Doppelvierer, Weltmeister bei den Ruder-Weltmeisterschaften 2018 im Leichtgewichts-Doppelvierer, 6. Platz bei den Ruder-Europameisterschaften 2019 im Leichtgewichts-Doppelvierer, Vizeeuropameister bei den Ruder-Europameisterschaften 2020 im Leichtgewichts-Doppelvierer, 5. Platz bei den Ruder-Europameisterschaften 2021 im Leichtgewichts-Einer
- Fabio Kress (* 1999), Vizeeuropameister bei den Ruder-Europameisterschaften 2022 im Leichtgewichts-Doppelvierer